# 庫爾庫爾奧爾霍山
庫爾庫爾奧爾霍山（Curcurorjo），是秘魯的山峰，位於該國南部庫斯科大區，由瓦約帕塔區和馬丘比丘區負責管轄，屬於安地斯山脈的一部分，海拔高度約4,400米。